# 町田市民病院
町田市民病院（まちだしみんびょういん）は、東京都町田市にある医療機関。町田市が町田市病院事業の設置等に関する条例（昭和41年12月22日条例第38号）に基づき設置した病院である。市民からは「市民病院」と呼ばれている。

## 沿革
- 1958年（昭和33年）2月1日 - 町田市立中央病院として開院[1]
- 1975年（昭和50年）8月1日 - 町田市民病院に改称
- 1978年（昭和53年）4月17日 - 病院正面入口前に「市民病院正門」バス停を新設[2]
- 1999年（平成11年）10月27日 - 東棟とエネルギー棟が完成（第1期増改築工事）
- 2000年（平成12年）3月21日 - 内科など一部の科がA棟から東棟へ移転し業務開始
- 2001年（平成13年）3月31日 - 隣接地の町田市立看護専門学校が閉校
- 2004年（平成16年）7月1日 - 南棟の建設（第2・3期増改築工事）に伴い、B棟とMRI棟解体
- 2005年（平成17年）3月24日 - 南棟の建設工事（第2・3期増改築工事）着工
- 2007年（平成19年）4月16日 - 入院診療費の支払にクレジットカードでの支払を開始。取扱可能カード会社は三菱UFJニコス発行のDCカード、UFJカード、NICOSカード、MUFGカード、VISAカード、マスターカード、JCBカード、アメックスが利用可能。その前はデビットカードのみ可能だった。
- 2008年（平成20年）
  - 1月31日 - 南棟完成（第2・3期増改築工事）
  - 5月1日 - 南棟業務開始、旧棟を閉鎖
  - 9月25日 - 小児科医不足が発生したため、午前8時30分をもって小児救急医療を休止。その後2009年4月11日土曜日午前10時より救急車、町田市内の開業医、準夜急患こどもクリニックからの急患診療依頼のみに限り急患診療を再開。
  - 10月1日 - 南棟5階の周産期センター稼動開始
- 2009年（平成21年）
  - 1月5日 - A棟・C棟(旧棟)の解体着工
  - 2月1日 - 地域周産期母子医療センターの認定を受ける。
  - 4月1日 - 地方公営企業法全部適用に移行、病院管理者設置
- 2010年（平成22年）
  - 4月1日 - 隣接地の旧町田市立看護専門学校を改装し、職員用の24時間保育施設を開設[3]
  - 10月13日 - 旧棟跡地に建設された立体駐車場(第4期改築工事)を使用開始[4][5]
- 2022年（令和4年）12月9日 - 手術用ロボット「Da vinci X」を南多摩保健医療圏の医療機関で初めて導入[6]。
- 2023年（令和5年）5月1日 - 東棟4階の一部を改修し、HCU病棟（12床）を稼動開始。

## 診察科
- 内科（呼吸器内科、消化器内科、糖尿病・内分泌内科、腎臓内科、リウマチ科）
- 漢方内科
- 循環器内科
- 外科（呼吸器外科、消化器外科、消化管外科、肝胆膵外科、乳腺・内分泌外科、小児外科）
- 心臓血管外科
- 脳神経外科・脳神経内科
- 整形外科
- リハビリテーション科
- 形成外科
- 皮膚科
- 泌尿器科
- 小児科
- 新生児内科
- 産婦人科
- 眼科
- 耳鼻咽喉科
- 精神科
- 放射線科
- 歯科・歯科口腔外科
- 麻酔科（ペインクリニック）
- 外来化学療法センター[7] - 2018年度患者数2,164 人[8]

## 医療機関の指定等
（下表の出典）
| 保険医療機関                                   | 原子爆弾被害者一般疾病医療取扱医療機関                                     |
| 労災保険指定医療機関                           | 公害医療機関                                                               |
| 指定自立支援医療機関（更生医療）               | 母体保護法指定医の配置されている医療機関                                   |
| 指定自立支援医療機関（育成医療）               | 地域医療支援病院                                                           |
| 指定自立支援医療機関（精神通院医療）           | 災害拠点病院（都災害時後方医療施設）                                       |
| 身体障害者福祉法指定医の配置されている医療機関 | 臨床研修病院                                                               |
| 精神保健指定医の配置されている医療機関         | エイズ治療拠点病院                                                         |
| 生活保護法指定医療機関                         | DPC対象病院                                                                |
| 指定養育医療機関                               | 地域周産期母子医療センター                                                 |
| 戦傷病者特別援護法指定医療機関                 | 難病の患者に対する医療等に関する法律に基づく指定医の配置されている医療機関 |

- 救急告示病院に指定されている[11]。
- 東京都脳卒中急性期医療機関[12]
- 東京都肝臓専門医療機関[13]
- 東京都感染症診療協力医療機関[10]
- 重症急性呼吸器症候群（SARS）診療協力医療機関[10]
- 難病医療費助成指定医療機関[14]
- 歯科医師臨床研修指定病院（単独型）[15]
- 救急救命士病院実習教育施設[10]
- 公益財団法人日本医療機能評価機構認定病院[16]。
- このほか、各種法令による指定・認定病院であるとともに、各学会の認定施設でもある。

## 認定専門医・歯科医人数
（この節の出典）
| 資格名           | 人数  | 資格名             | 人数  |
| ---------------- | ----- | ------------------ | ----- |
| 整形外科専門医   | 5.0人 | 小児科専門医       | 7.0人 |
| 麻酔科専門医     | 4.4人 | 内分泌代謝科専門医 | 1.0人 |
| 放射線科専門医   | 3.0人 | 消化器外科専門医   | 5.0人 |
| 産婦人科専門医   | 4.6人 | 細胞診専門医       | 2.0人 |
| 耳鼻咽喉科専門医 | 2.0人 | 脳神経外科専門医   | 1.0人 |
| 泌尿器科専門医   | 1.0人 | 心臓血管外科専門医 | 1.0人 |
| 形成外科専門医   | 1.0人 | 消化器内視鏡専門医 | 4.0人 |
| 病理専門医       | 2.0人 | 神経内科専門医     | 3.0人 |
| 総合内科専門医   | 7.0人 | リウマチ専門医     | 1.0人 |
| 外科専門医       | 7.0人 | 漢方専門医         | 0.3人 |
| 糖尿病専門医     | 1.0人 | 核医学専門医       | 2.0人 |
| 肝臓専門医       | 2.0人 | 婦人科腫瘍専門医   | 1.0人 |
| 循環器専門医     | 4.0人 | 脳血管内治療専門医 | 1.0人 |
| 消化器病専門医   | 4.0人 | 精神科専門医       | 1.0人 |

| 口腔外科専門医 | 1.0人 |

## 交通アクセス
- 町田駅の町田バスセンターより神奈川中央交通「市民病院前」停留所下車、徒歩5分。または「市民病院正門」停留所下車（町21系統、平日朝のみ）[17]。又はタクシーで約10分[17]。
- 町田市民バス「まちっこ」（公共施設巡回ルート又は相原ルート）「町田市民病院」停留所下車（平日のみ）[9]